# 越後湯沢駅

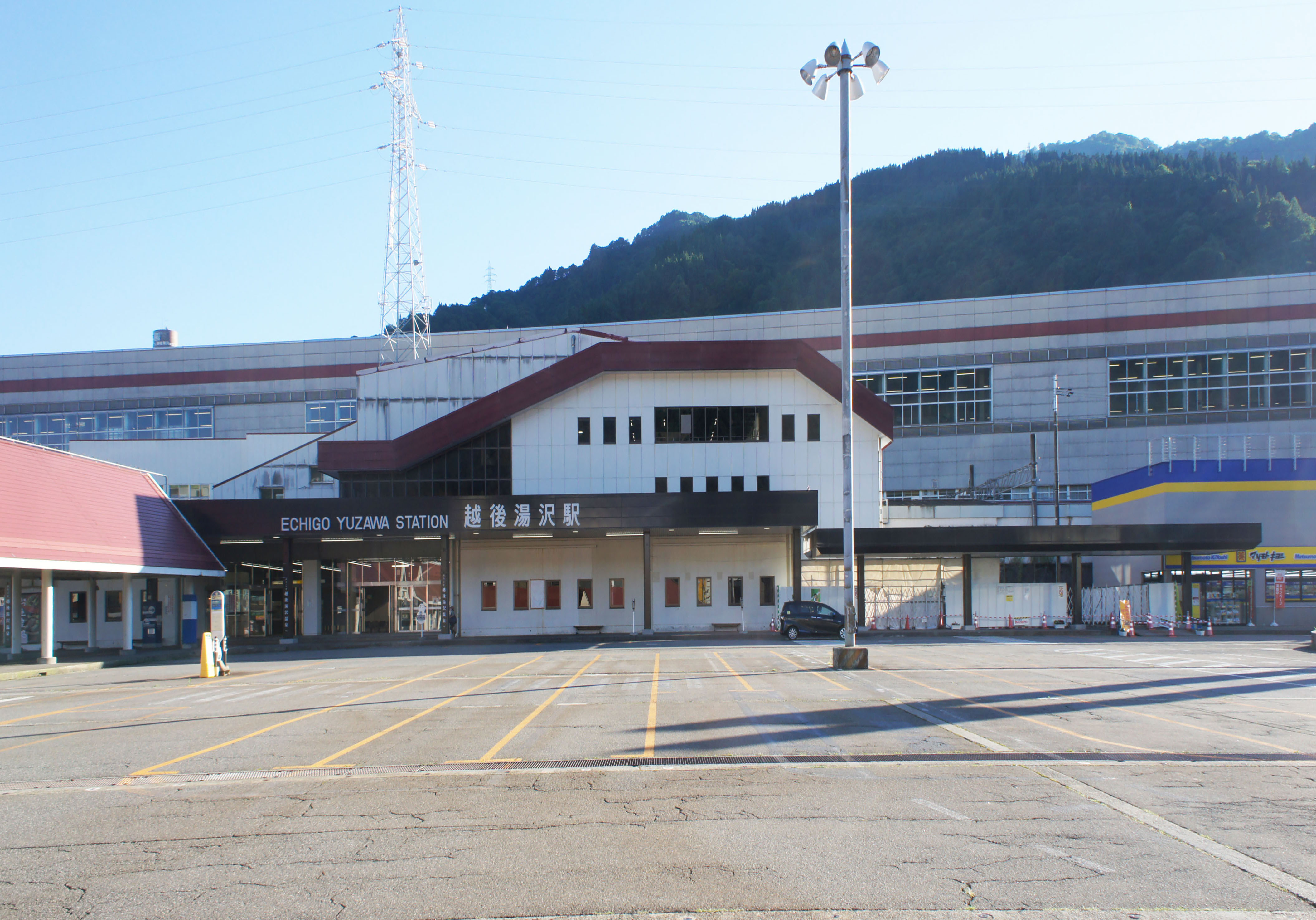
東口（2021年7月）

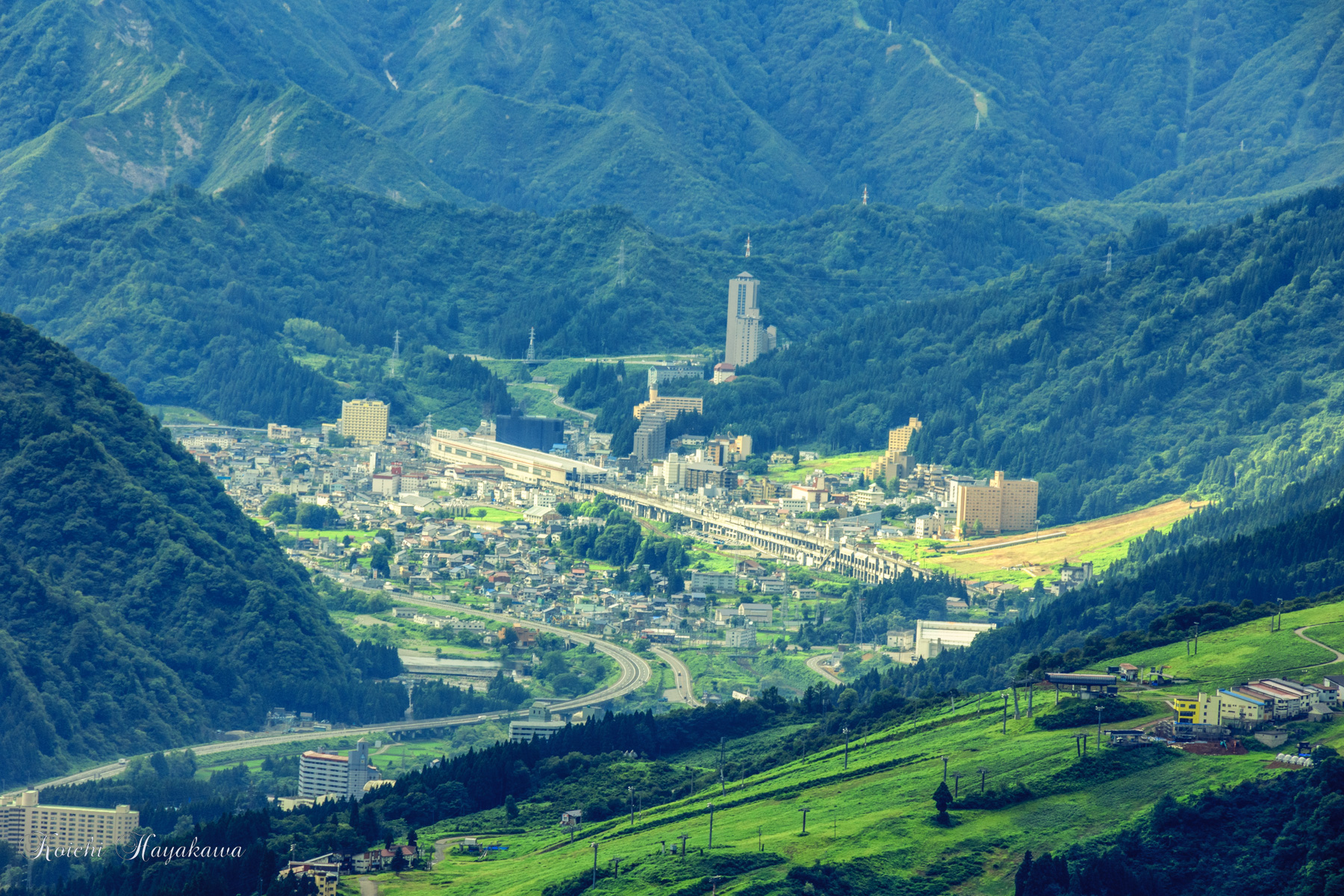
駅付近を眺める（2022年8月）

越後湯沢駅（えちごゆざわえき）は、新潟県南魚沼郡湯沢町大字湯沢主水にある、東日本旅客鉄道（JR東日本）の駅。

## 概要
当駅には上越新幹線と在来線の上越線が乗り入れている。
上越新幹線は、当駅からガーラ湯沢駅への支線が分岐している。これは元々保線基地への引き込み線だったものを、ガーラ湯沢スキー場へのアクセス路線として旅客化したもので、スキーシーズンのみの営業である。上越新幹線の列車が乗り入れるが、法律上は上越線の支線であり在来線として扱われる。全区間普通列車のない区間となるが、特急料金不要の特例は適用されない。列車は「たにがわ」が当駅始発・終着（スキーシーズンには一部ガーラ湯沢駅まで延長運行）で運行され、「とき」の一部列車が停車する。かつては観光列車（ジョイフルトレイン）「現美新幹線」が当駅始発・終着で運行された。
また、六日町駅を起点とする北越急行ほくほく線の列車の大半が上越線経由で当駅まで直通している。かつて、2015年（平成27年）3月13日までは、ほくほく線経由で北陸方面へ向かう特急「はくたか」が運転されており、当駅がその特急の始発・終着駅だった。
事務管理コードは▲301209。

## 歴史
- 1925年（大正14年）11月1日：上越北線（現在の上越線）塩沢駅 - 当駅間開通時に、駅開業（一般駅）[12]。
- 1927年（昭和2年）2月9日：昭和2年豪雪により、積雪深一丈九尺を記録[13]。
- 1931年（昭和6年）9月1日：上越線が水上駅まで開通し、中間駅となる[14]。
- 1952年（昭和27年）6月5日：ホーム洗面台の裸婦像除幕式を挙行[15]。
- 1957年（昭和32年）12月10日：改築駅舎の使用を開始[16]。
- 1959年（昭和34年）12月：地下道が完成[17]。
- 1960年（昭和35年）3月末：ホームをかさ上げ[18]。
- 1970年（昭和45年）12月15日：観光センター開設[19]。
- 1978年（昭和53年）6月15日：車扱貨物の取り扱いを廃止し、旅客駅となる[20]。
- 1982年（昭和57年）
  - 10月8日：新幹線開業に向けた駅舎改修の一部使用を開始。西口が供用を開始[21]。
  - 11月15日：上越新幹線が開通する[22]。
- 1983年（昭和58年）3月：駅レンタカーの営業を開始[23]。
- 1984年（昭和59年）12月23日：「プラトー・ゆざわ」および「観光鮮魚センター」オープン[24][25]。
- 1985年（昭和60年）3月14日：荷物の取り扱いを廃止[26]。
- 1987年（昭和62年）4月1日：国鉄分割民営化に伴い、東日本旅客鉄道（JR東日本）の駅となる[22]。
- 1990年（平成2年）12月20日：上越線支線がガーラ湯沢駅まで開通する[22]。
- 1997年（平成9年）3月22日：北越急行ほくほく線の開業により、上越新幹線に接続する特急列車として、当駅 - 福井駅・金沢駅・和倉温泉駅間で「はくたか」が運転を開始する[10]。
- 1999年（平成11年）4月20日：新幹線で自動改札機の供用を開始[27][28]。
- 2004年（平成16年）10月1日：JR東日本新潟支社管内の駅ビルを運営するトッキー・越後ステーション開発の合併に伴い、駅ビルの愛称を「プラトーゆざわ」から「CoCoLo湯沢」に改称[29]。
- 2009年（平成21年）
  - 7月17日：1階コンコースを改修、CoCoLo湯沢がんぎどおりをオープンし増床[報道 1]。
  - 12月19日：CoCoLo湯沢がんぎどおりを増床し、グランドオープン[報道 2]。
- 2012年（平成24年）7月14日：CoCoLo湯沢がリニューアルオープン[30]。
- 2015年（平成27年）
  - 3月14日：北陸新幹線長野駅 - 金沢駅間延伸開業に伴い、ほくほく線経由の特急「はくたか」が廃止[10]。これにより、当駅を通る定期運転の在来線特急がすべて消滅した。
  - 3月27日：びゅうプラザの営業を終了。
- 2020年（令和2年）3月14日：新幹線eチケットサービスを開始[報道 3]。
- 2021年（令和3年）3月13日：タッチでGo!新幹線のサービスを開始[報道 4][注 1]。
- 2022年（令和4年）
  - 2月28日：みどりの窓口の営業を終了[3]。
  - 3月1日：話せる指定席券売機を導入[3]。

## 駅構造

### 駅構内
新幹線は中央に通過線2本を挟んだ島式ホーム2面4線を有する高架駅（駅舎3階）、在来線は島式ホーム2面4線を有する地上駅（橋上駅）である。ただし、在来線の0番線は頭端式ホームとなっている。また、2018年（平成30年）7月時点では島式・単式混合の3面5線であったが、2023年（令和5年）9月現在は島式2面4線での運用である。
当駅は長岡統括センター傘下の直営駅（駅長・副長配置）であり、ガーラ湯沢駅、上越線・土樽駅 - 北堀之内駅間の各駅（直営の浦佐駅除く）および只見線・大白川駅 - 藪神駅間の各駅を管理している。また、駅構内には、自動券売機、話せる指定席券売機、待合室・NewDays（駅入口・新幹線コンコース内）、立食いそば店などがある。自動改札機は新幹線改札口と在来線の新幹線乗換改札口にのみ設置されており、在来線改札口に限り有人改札となっている。なお、上越新幹線および上越線ガーラ湯沢支線では「新幹線eチケットサービス」および「タッチでGo!新幹線」が利用できる一方、Suica定期券については上毛高原駅 - 長岡駅間はサービスエリア外となっており、当駅発着のFREX定期券は磁気券で発行される。

### 駅ビル
駅ビル「CoCoLo湯沢」のフロア構成は西口駅舎2階の1フロアのみで、改札外コンコース部の「がんぎどおり」には土産品店・惣菜店・食べ歩き横丁（レストラン）・観光案内所などが軒を連ねる。
コンコース北側に所在する本館フロアは新潟県の名産の一つである日本酒をメインテーマにした商業施設「ぽんしゅ館」が主要テナントで、県内各地の酒蔵から取り寄せた日本酒や、南魚沼地方の名産品を中心とした県内各地の土産物などが陳列されている。
また、地元グルメを提供する飲食コーナーや「ていすてぃんぐGALLERY越乃室」（日本酒試飲コーナー）のほか、越後湯沢温泉の源泉に日本酒を加えたものが使用されている入浴施設「酒風呂 湯の沢」がある。各テナントの詳細は、外部リンク記載の公式サイトを参照。

### のりば
| 番線                                                  | 路線        | 方向 | 行先                             | 備考                               |
| ----------------------------------------------------- | ----------- | ---- | -------------------------------- | ---------------------------------- |
| 在来線                                                |             |      |                                  |                                    |
| 0                                                     | ■ほくほく線 | -    | 六日町・十日町・犀潟・直江津方面 | 一部列車は2番線発着                |
| 1                                                     | ■上越線     | 下り | 六日町・小出・長岡方面           | 一部列車は2・3番線発着             |
| 2・3                                                  | ■上越線     | 上り | 越後中里・水上方面               |                                    |
| 新幹線（越後湯沢 - ガーラ湯沢間は正式には上越線支線） |             |      |                                  |                                    |
| 11・12                                                | 上越新幹線  | 下り | 長岡・新潟・ガーラ湯沢方面       | 当駅始発は14番線から発車           |
| 13・14                                                | 上越新幹線  | 上り | 高崎・東京方面                   | 一部の当駅始発は11・12番線から発車 |

駅ビルおよび改札口
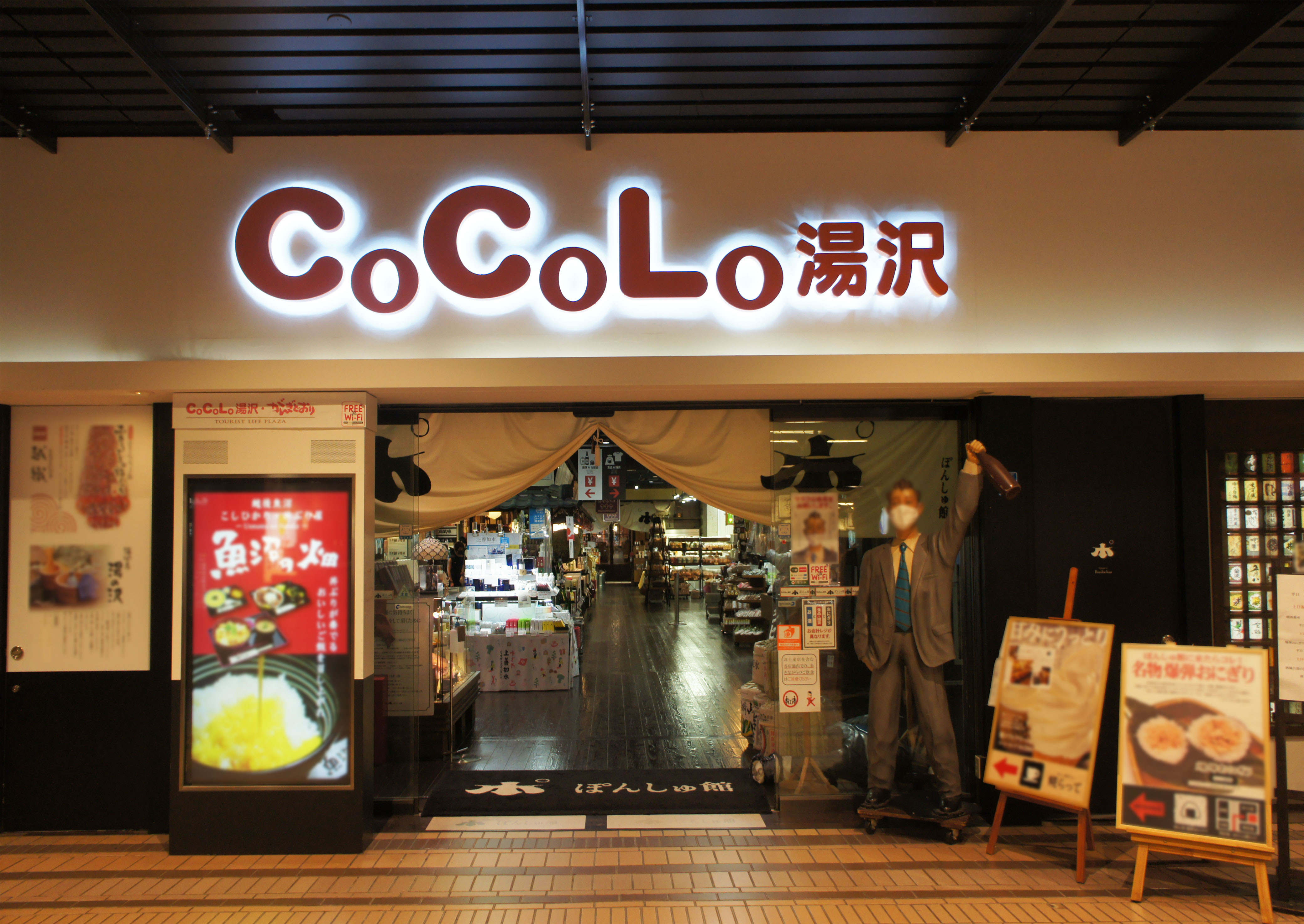
CoCoLo湯沢（2021年9月）
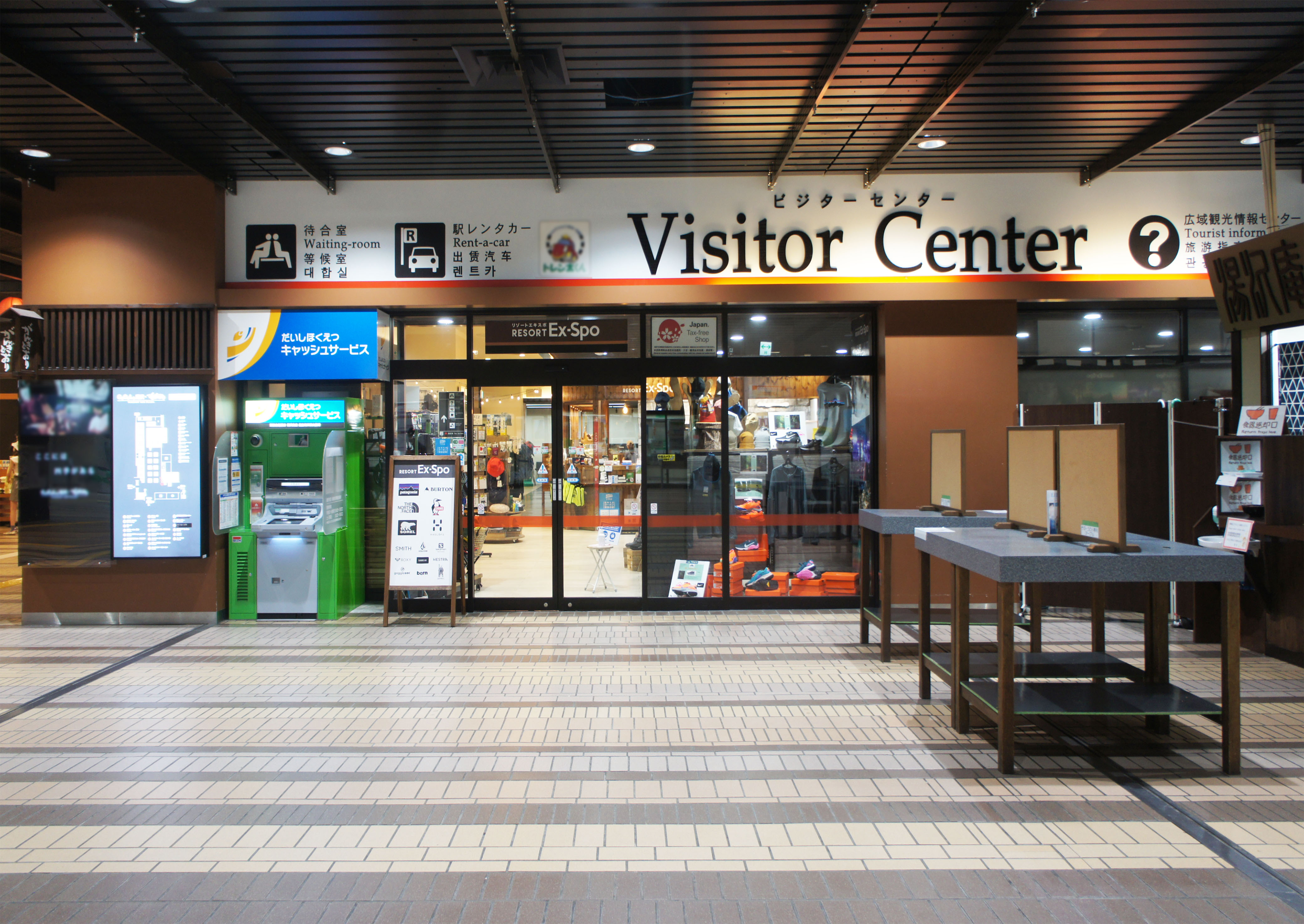
ビジターセンター（2021年9月）
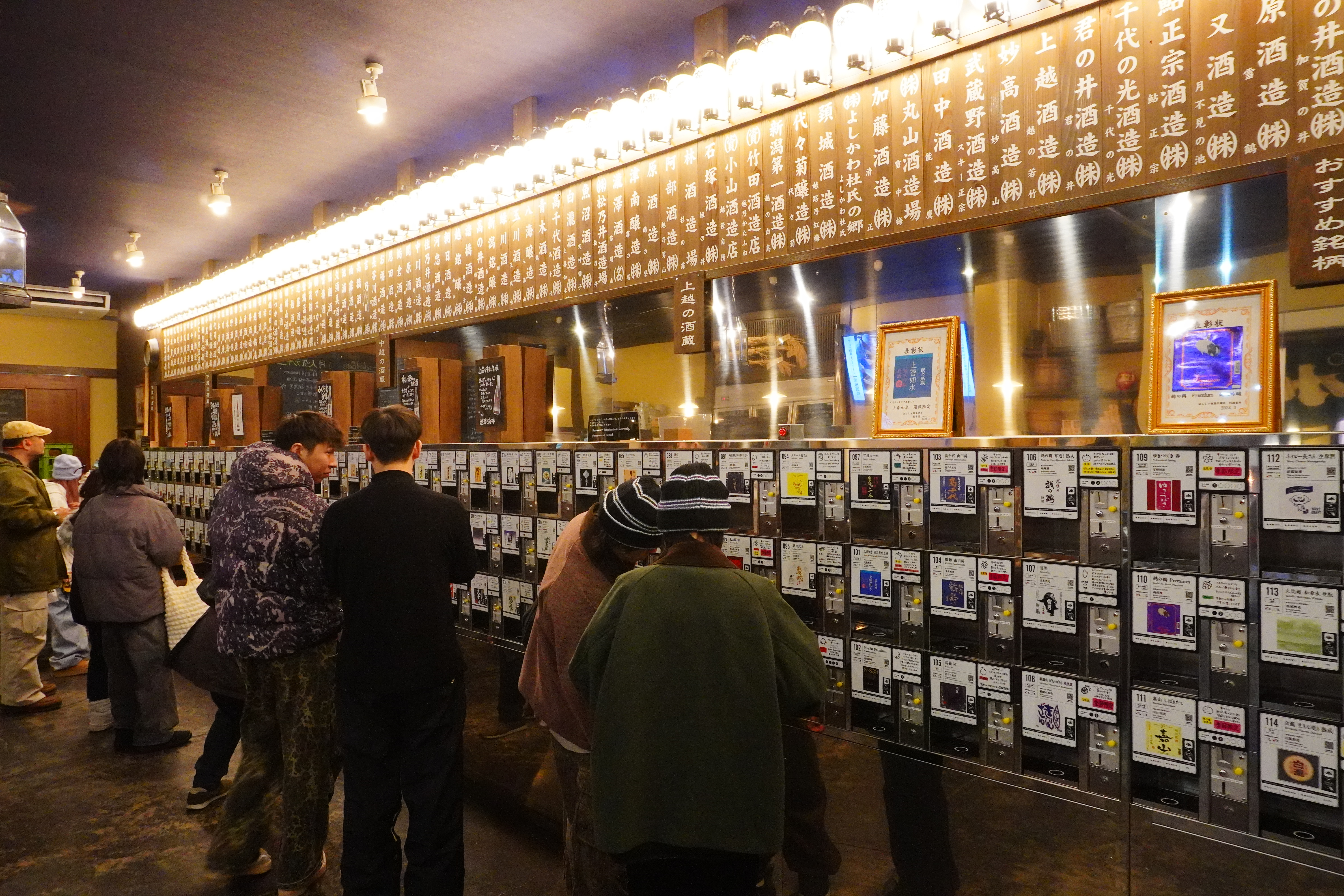
ぽんしゅ館の唎酒マシン（2025年2月）
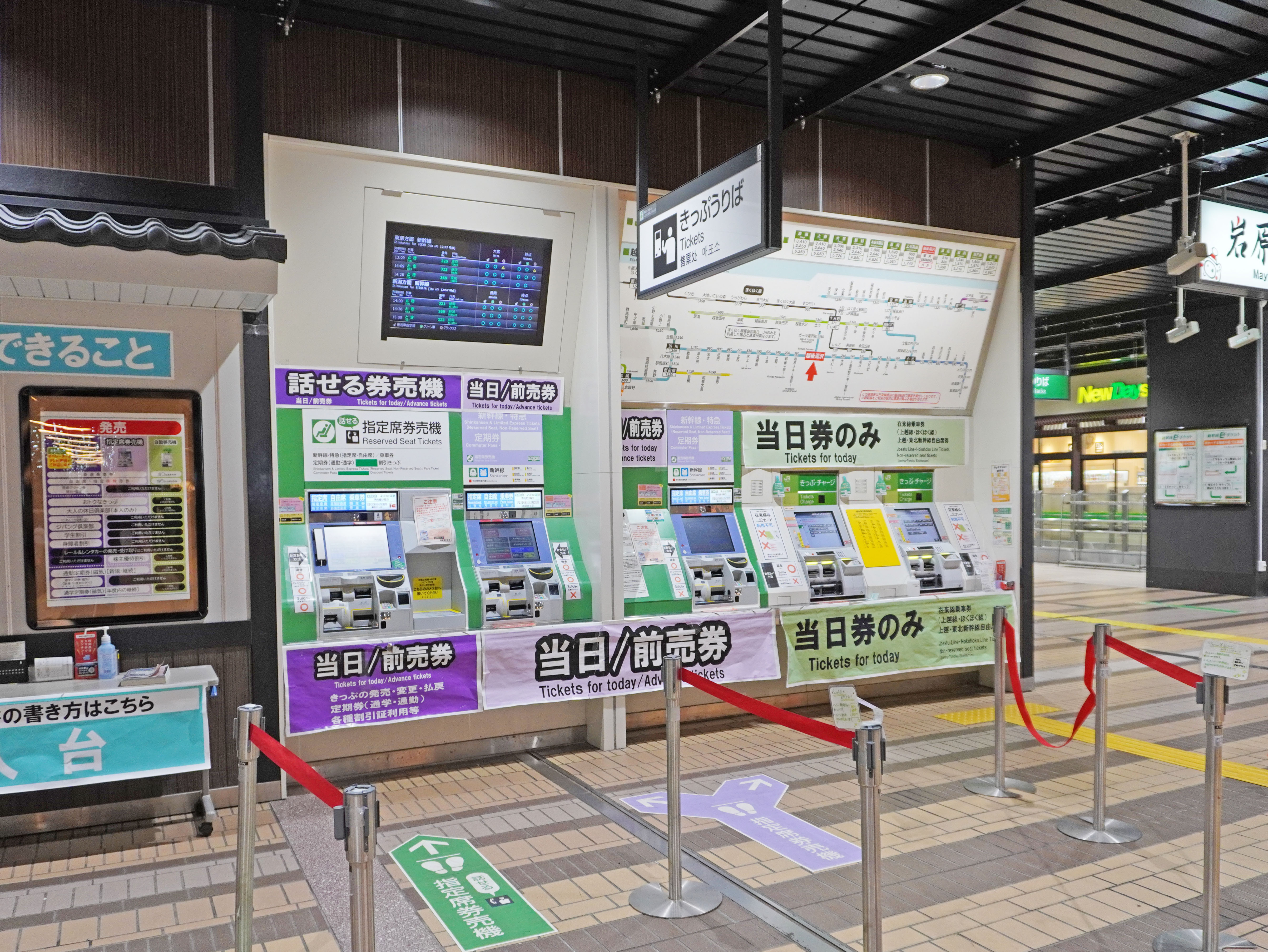
切符売り場（2021年9月）
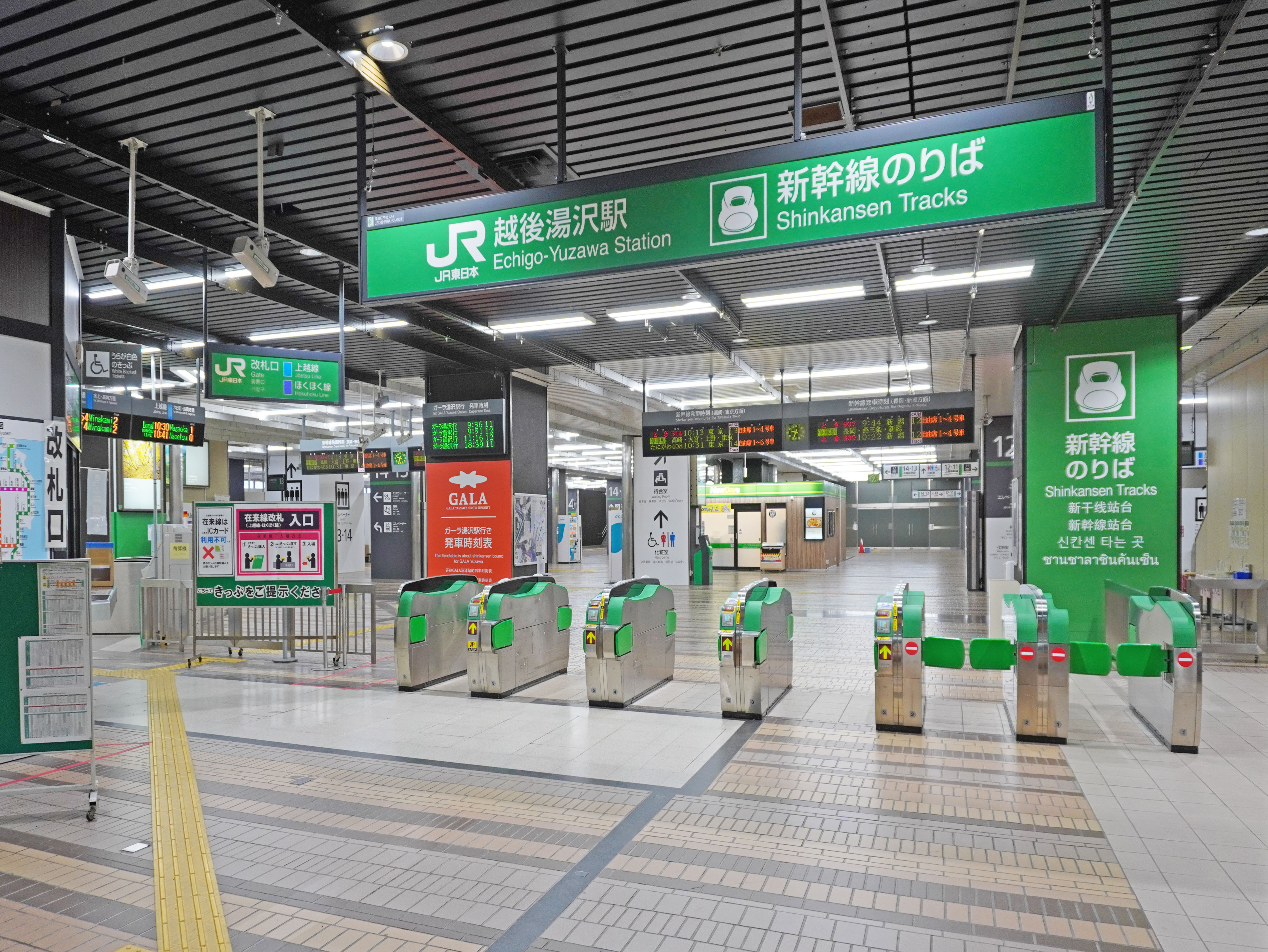
新幹線改札口（右）・在来線改札口（左）（2021年9月）
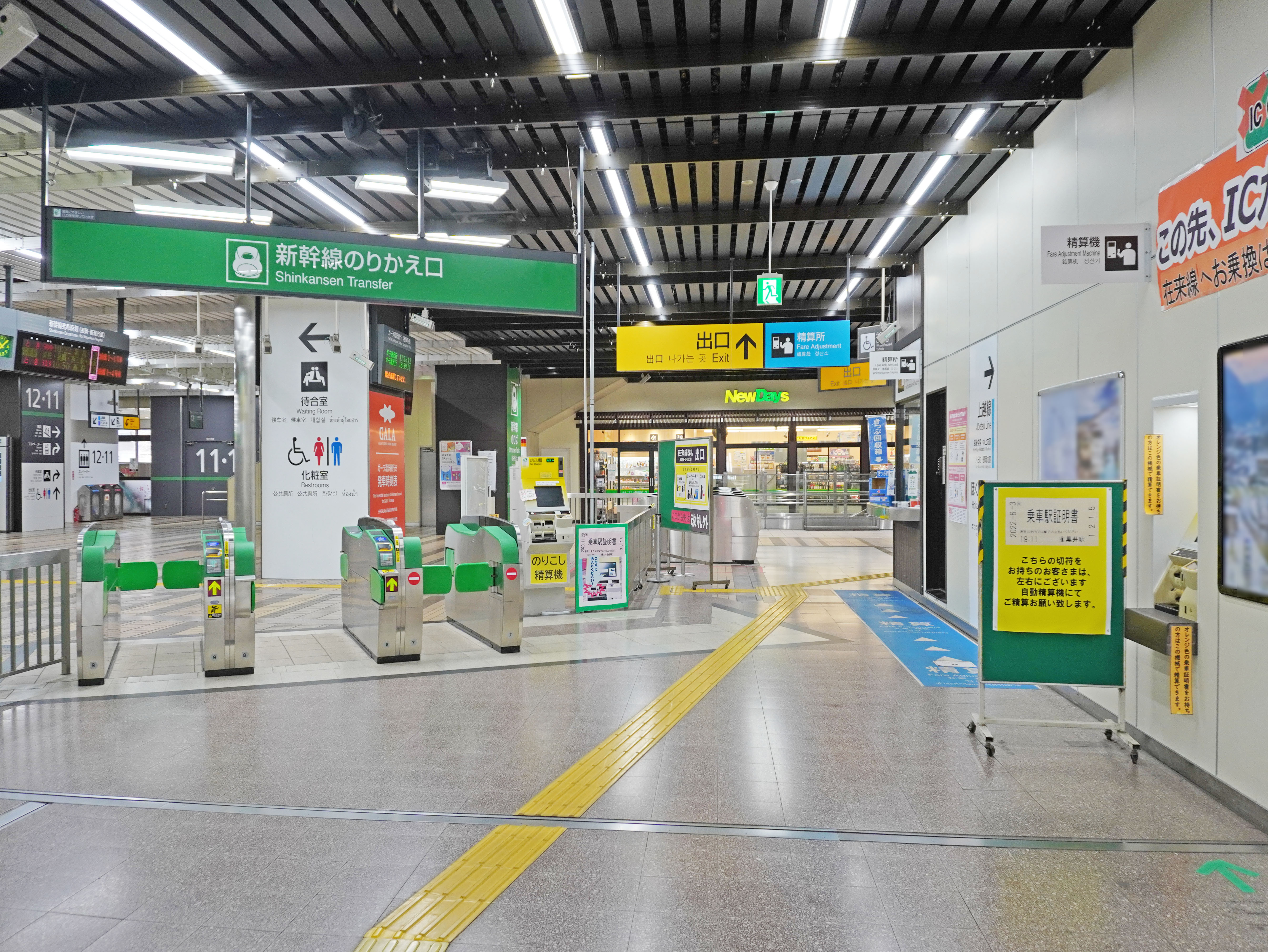
のりかえ口（左）と在来線改札口（右）（2021年9月）

ホーム
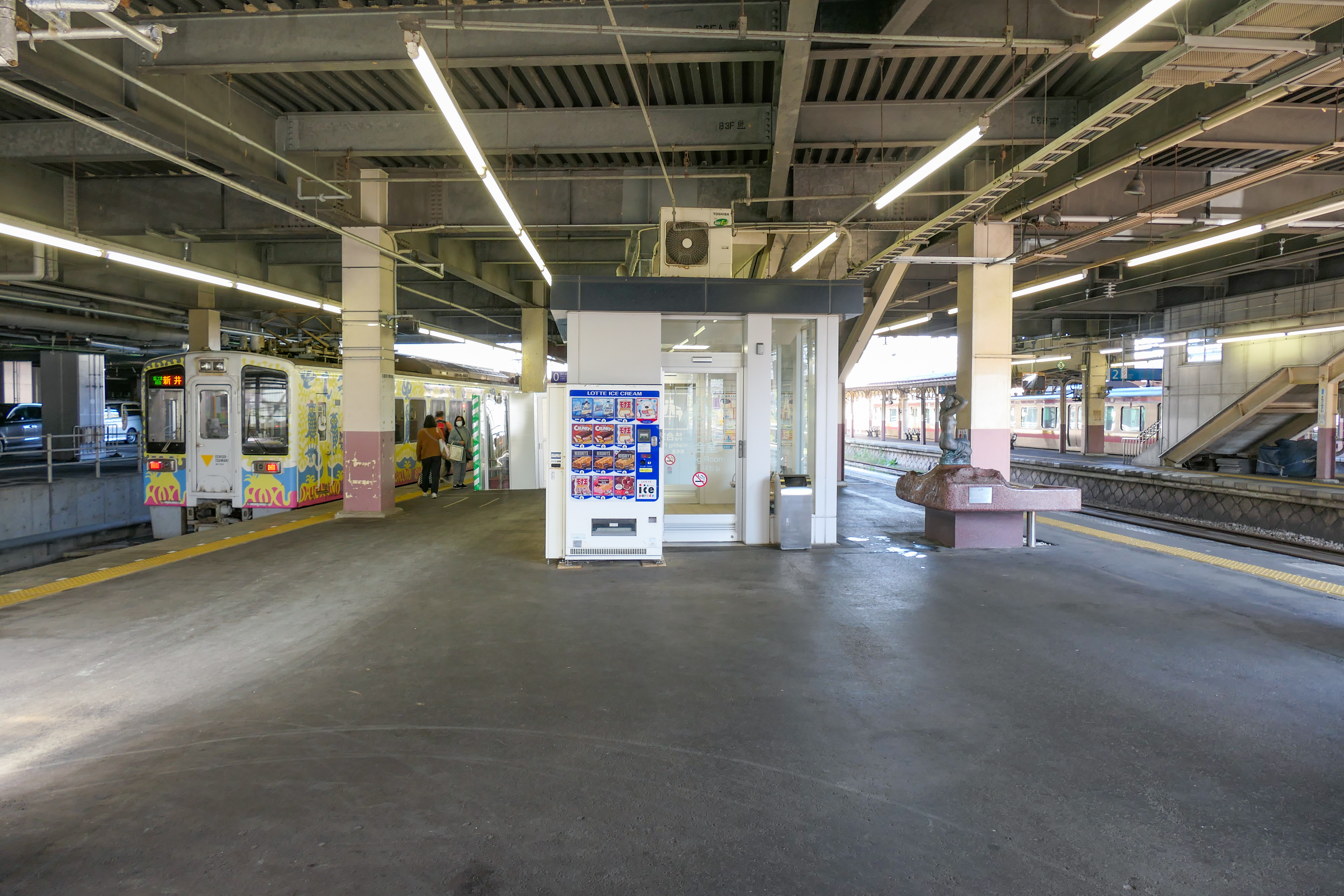
ほくほく線0番線・上越線下り1番線ホーム（2022年10月）
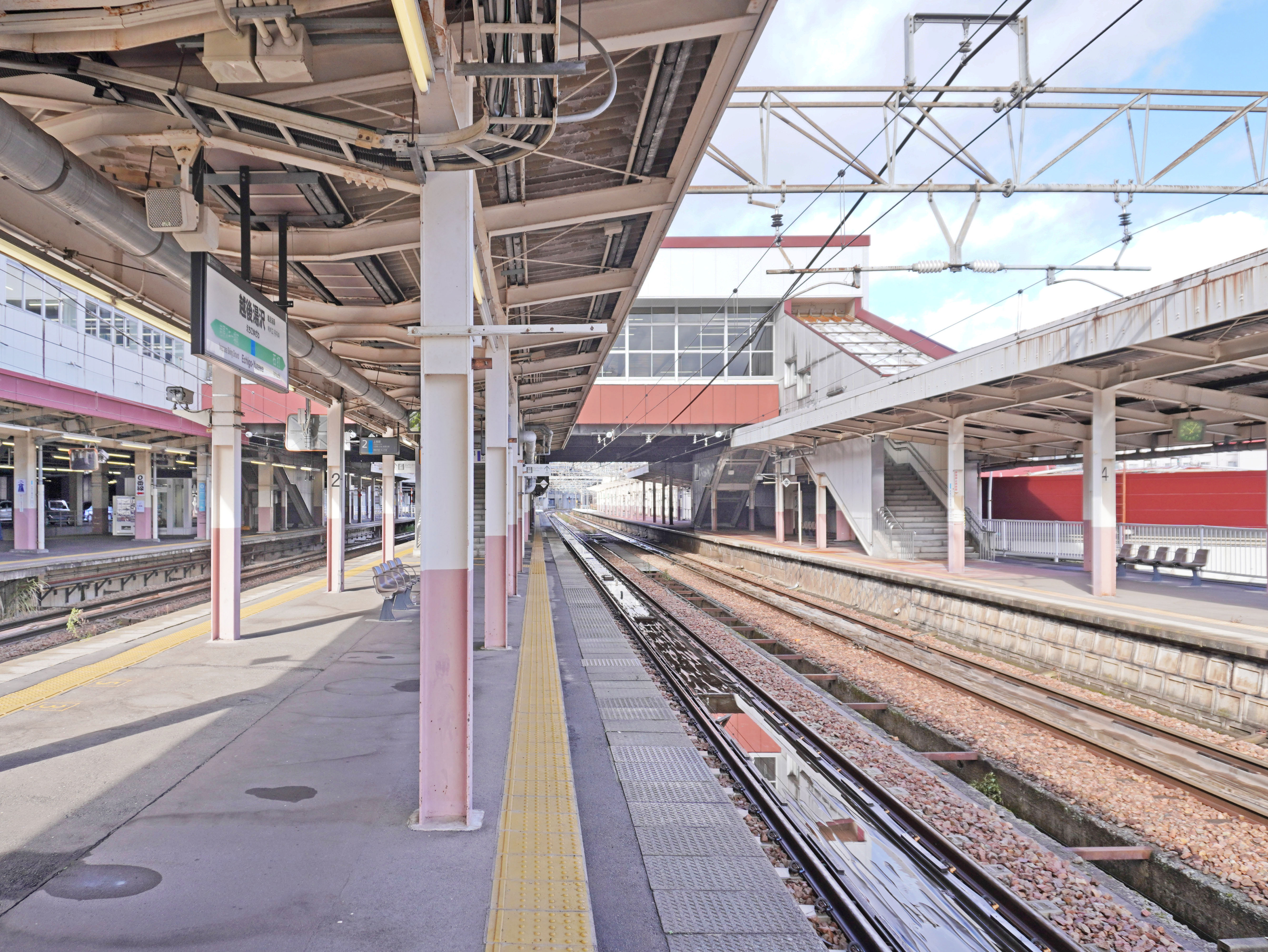
上越線上り線2・3番線、4番線予備ホーム（2022年12月）
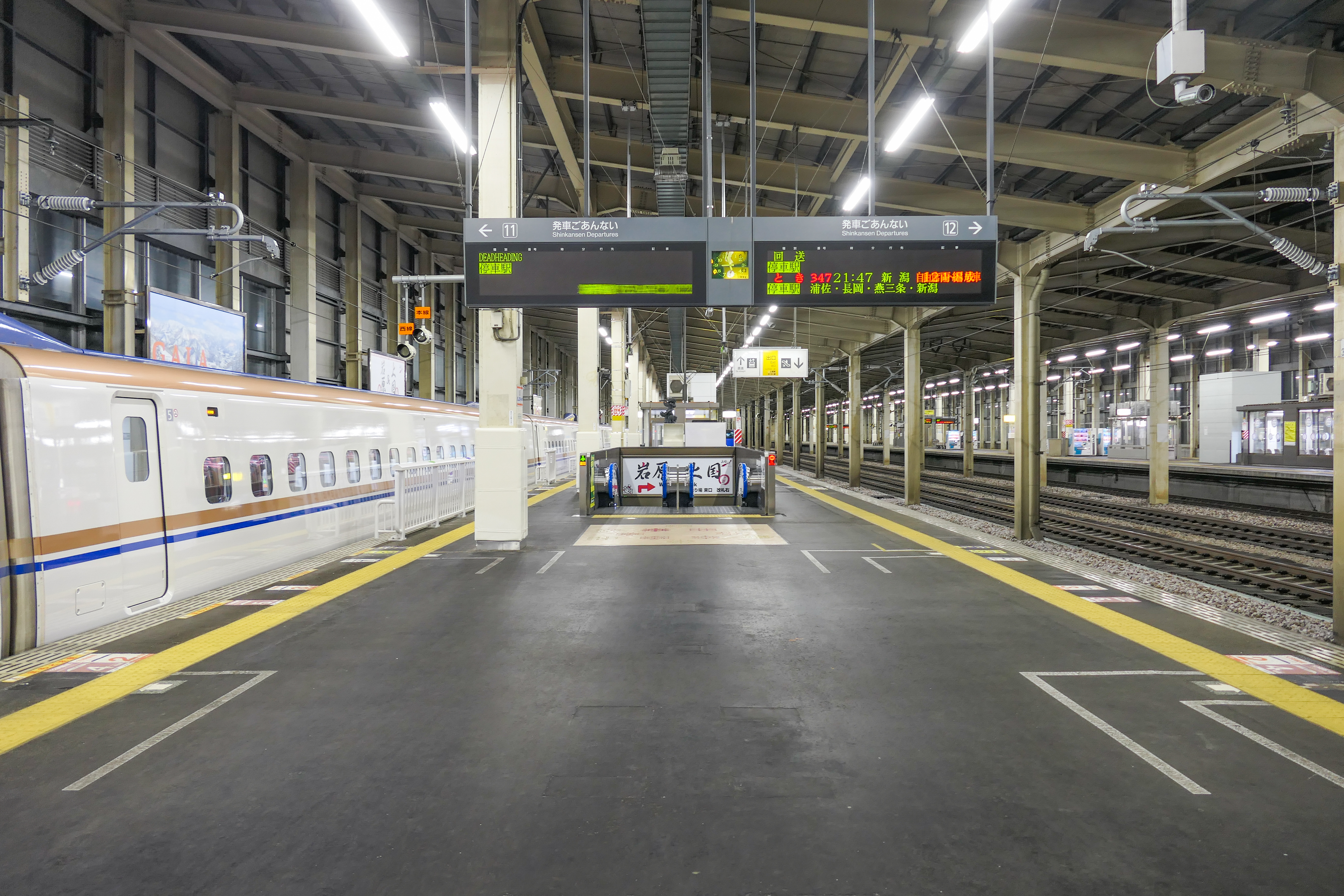
新幹線11・12番線ホーム（2022年10月）
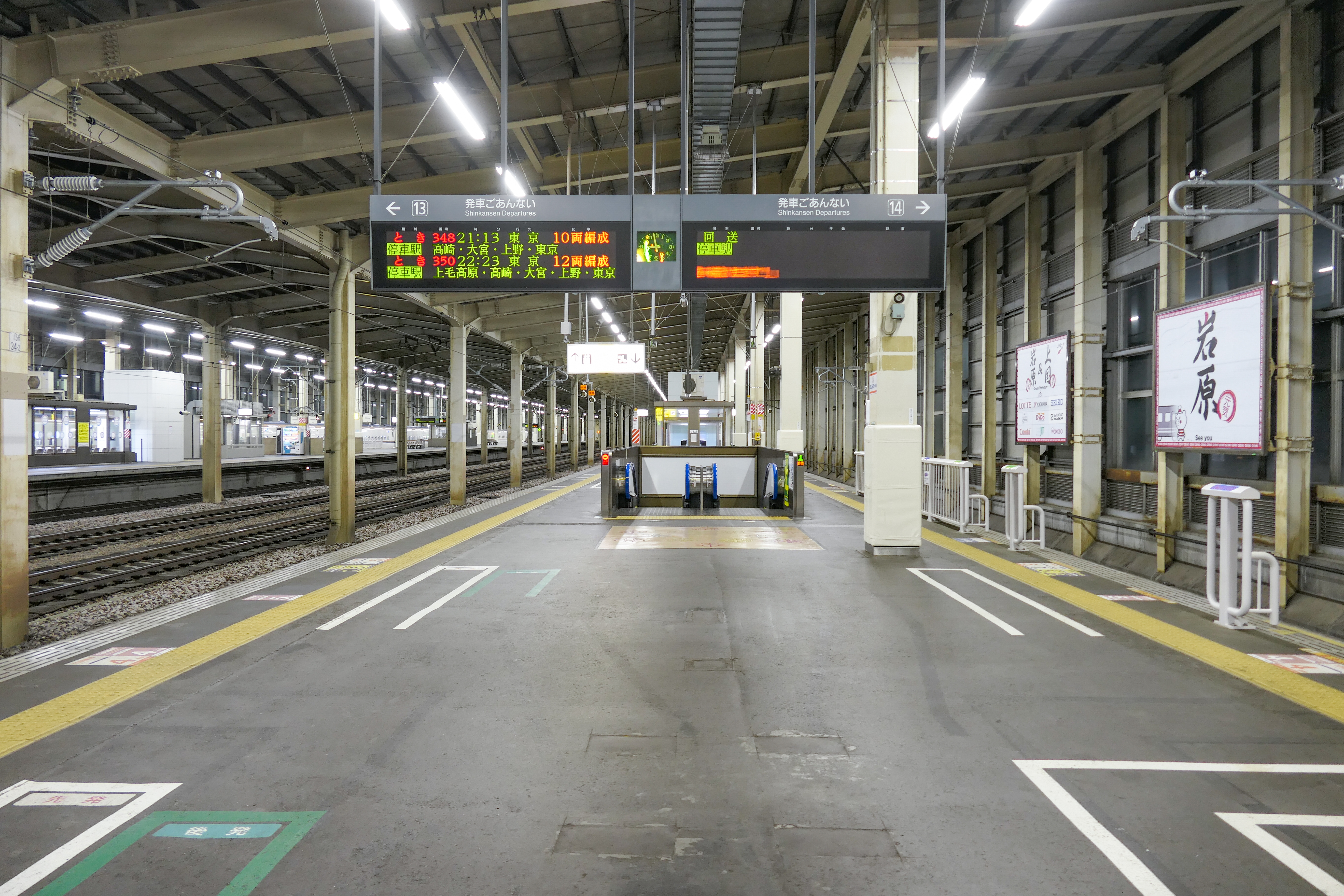
新幹線13・14番線ホーム（2022年10月）

## 駅弁
かつては石打駅でも駅弁を販売していた川岳軒の駅弁が購入できる。「がんぎ通り」と改札前のNewDaysで販売。主な駅弁は下記の通り。
- いくらたらこめし
- 牛～っとこしひかり
- 越後もちぶたすきすき弁当
- 特製かにずし

## 利用状況
JR東日本によると、2023年度（令和5年度）の1日平均乗車人員は3,247人である。また、新幹線の1日平均乗車人員は3,099人である。
2000年度（平成12年度）以降の推移は以下のとおりである。
| 1日平均乗車人員推移 | 1日平均乗車人員推移 | 1日平均乗車人員推移 | 1日平均乗車人員推移 | 1日平均乗車人員推移 | 1日平均乗車人員推移 | 1日平均乗車人員推移 | 1日平均乗車人員推移 | 1日平均乗車人員推移                 |
| 年度                | 計                  | 計                  | 計                  | 新幹線              | 新幹線              | 新幹線              | 新幹線              | 出典                                |
| 年度                | 定期外              | 定期                | 合計                | 定期外              | 定期                | 合計                | 前年度比            | 出典                                |
| ------------------- | ------------------- | ------------------- | ------------------- | ------------------- | ------------------- | ------------------- | ------------------- | ----------------------------------- |
| 2000年（平成12年）  |                     |                     | 3,170               | 非公表              | 非公表              | 非公表              | 非公表              | [ 利用客数 2 ]                      |
| 2001年（平成13年）  |                     |                     | 3,068               | 非公表              | 非公表              | 非公表              | 非公表              | [ 利用客数 3 ]                      |
| 2002年（平成14年）  |                     |                     | 3,032               | 非公表              | 非公表              | 非公表              | 非公表              | [ 利用客数 4 ]                      |
| 2003年（平成15年）  |                     |                     | 3,042               | 非公表              | 非公表              | 非公表              | 非公表              | [ 利用客数 5 ]                      |
| 2004年（平成16年）  |                     |                     | 2,818               | 非公表              | 非公表              | 非公表              | 非公表              | [ 利用客数 6 ]                      |
| 2005年（平成17年）  |                     |                     | 2,760               | 非公表              | 非公表              | 非公表              | 非公表              | [ 利用客数 7 ]                      |
| 2006年（平成18年）  |                     |                     | 2,660               | 非公表              | 非公表              | 非公表              | 非公表              | [ 利用客数 8 ]                      |
| 2007年（平成19年）  |                     |                     | 2,861               | 非公表              | 非公表              | 非公表              | 非公表              | [ 利用客数 9 ]                      |
| 2008年（平成20年）  |                     |                     | 2,811               | 非公表              | 非公表              | 非公表              | 非公表              | [ 利用客数 10 ]                     |
| 2009年（平成21年）  |                     |                     | 2,936               | 非公表              | 非公表              | 非公表              | 非公表              | [ 利用客数 11 ]                     |
| 2010年（平成22年）  |                     |                     | 2,745               | 非公表              | 非公表              | 非公表              | 非公表              | [ 利用客数 12 ]                     |
| 2011年（平成23年）  |                     |                     | 2,729               | 非公表              | 非公表              | 非公表              | 非公表              | [ 利用客数 13 ]                     |
| 2012年（平成24年）  | 2,689               | 316                 | 3,006               | 6,788               | 84                  | 6,872               |                     | [ 利用客数 14 ] [ 新幹線 2 ]        |
| 2013年（平成25年）  | 2,732               | 317                 | 3,050               | 7,019               | 87                  | 7,107               |                     | [ 利用客数 15 ] [ 新幹線 3 ]        |
| 2014年（平成26年）  | 2,793               | 292                 | 3,086               | 6,819               | 79                  | 6,899               |                     | [ 利用客数 16 ] [ 新幹線 4 ]        |
| 2015年（平成27年）  | 2,611               | 293                 | 2,905               | 3,045               | 87                  | 3,133               |                     | [ 利用客数 17 ] [ 新幹線 5 ]        |
| 2016年（平成28年）  | 2,706               | 289                 | 2,996               | 3,116               | 93                  | 3,209               |                     | [ 利用客数 18 ] [ 新幹線 6 ]        |
| 2017年（平成29年）  | 2,776               | 282                 | 3,059               | 3,148               | 98                  | 3,247               |                     | [ 利用客数 19 ] [ 新幹線 7 ]        |
| 2018年（平成30年）  | 2,831               | 273                 | 3,104               | 3,142               | 105                 | 3,247               |                     | [ 利用客数 20 ] [ 新幹線 8 ]        |
| 2019年（令和元年）  | 2,571               | 286                 | 2,857               | 2,730               | 114                 | 2,845               |                     | [ 利用客数 21 ] [ 新幹線 9 ] [ 38 ] |
| 2020年（令和02年）  | 1,154               | 262                 | 1,417               | 1,183               | 112                 | 1,295               | −54.5%              | [ 利用客数 22 ] [ 新幹線 10 ]       |
| 2021年（令和03年）  | 1,760               | 268                 | 2,028               | 1,933               | 133                 | 2,067               | 59.6%               | [ 利用客数 23 ] [ 新幹線 11 ]       |
| 2022年（令和04年）  | 2,566               | 293                 | 2,859               | 2,615               | 158                 | 2,774               | 34.2%               | [ 利用客数 24 ] [ 新幹線 12 ]       |
| 2023年（令和05年）  | 2,934               | 312                 | 3,247               | 2,913               | 185                 | 3,099               | 112.0%              | [ 利用客数 1 ] [ 新幹線 1 ]         |

## 駅周辺

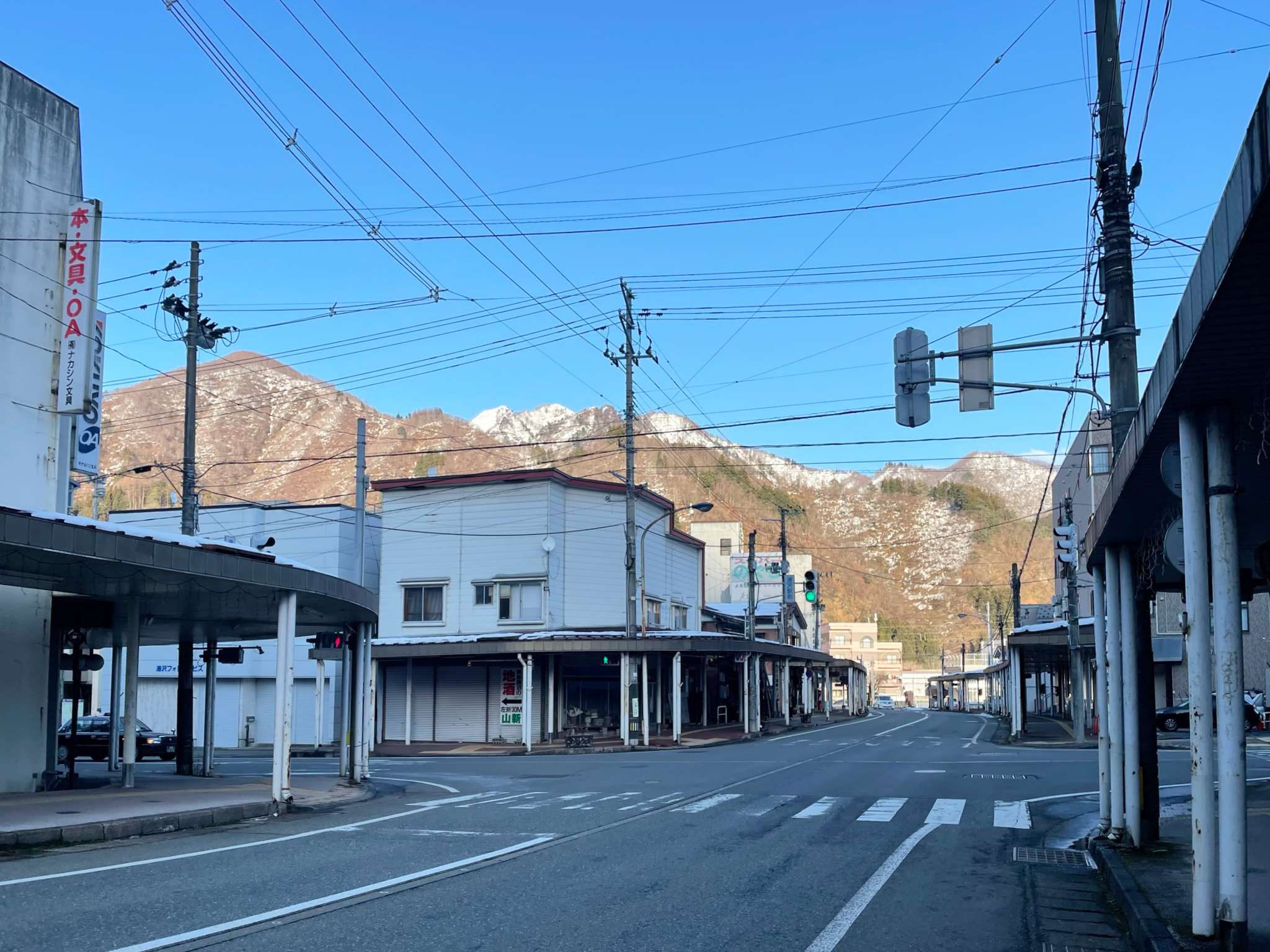
東口の駅前通り（2024年1月）

周辺は越後湯沢温泉を抱える温泉街の中心地で、旅館・ホテル・マンションが立地する。東口側にはバブル経済期に建設されたリゾートに特化する高層マンションが目立つ。
徒歩圏内のスキー場としては、一本杉スキー場（徒歩3分）、湯沢高原スキー場（徒歩10分）が挙げられる。また、湯沢町歴史民俗資料館 「雪国館」も徒歩圏内である。
徒歩圏外でも、上越線や後述のシャトルバスを利用して多くのスキー場・宿泊施設にアクセスできるほか、町内有数のリゾート苗場スキー場やかぐらスキー場へは、当駅より国道17号経由の路線バスが運行されている。
東京都湯沢町
首都圏からの交通アクセスが良いことから、リゾートマンションの部屋を保有する東京都などの首都圏在住者が週末を中心に多く滞在するために、「東京都湯沢町」ともいわれる。冬以外は温泉を初めとして、釣り、ゴルフ利用者が見られ、近年は冬季にはスノーボード愛好家が目立つようになった（湯沢町#概要も参照）。逆に当駅周辺から東京都内へ新幹線で通勤する人も若干見られる。

### 東口
東口側には商店街や湯沢町役場を始めとする湯沢町の施設、国土交通省の施設が所在している。

### 西口
西口側には宿泊施設や地元の日本酒や海、山の幸を揃えた飲食店、呑み屋など多くある。また、西口の駅前広場には足湯が設けられている。

## バス路線

### 一般路線バス

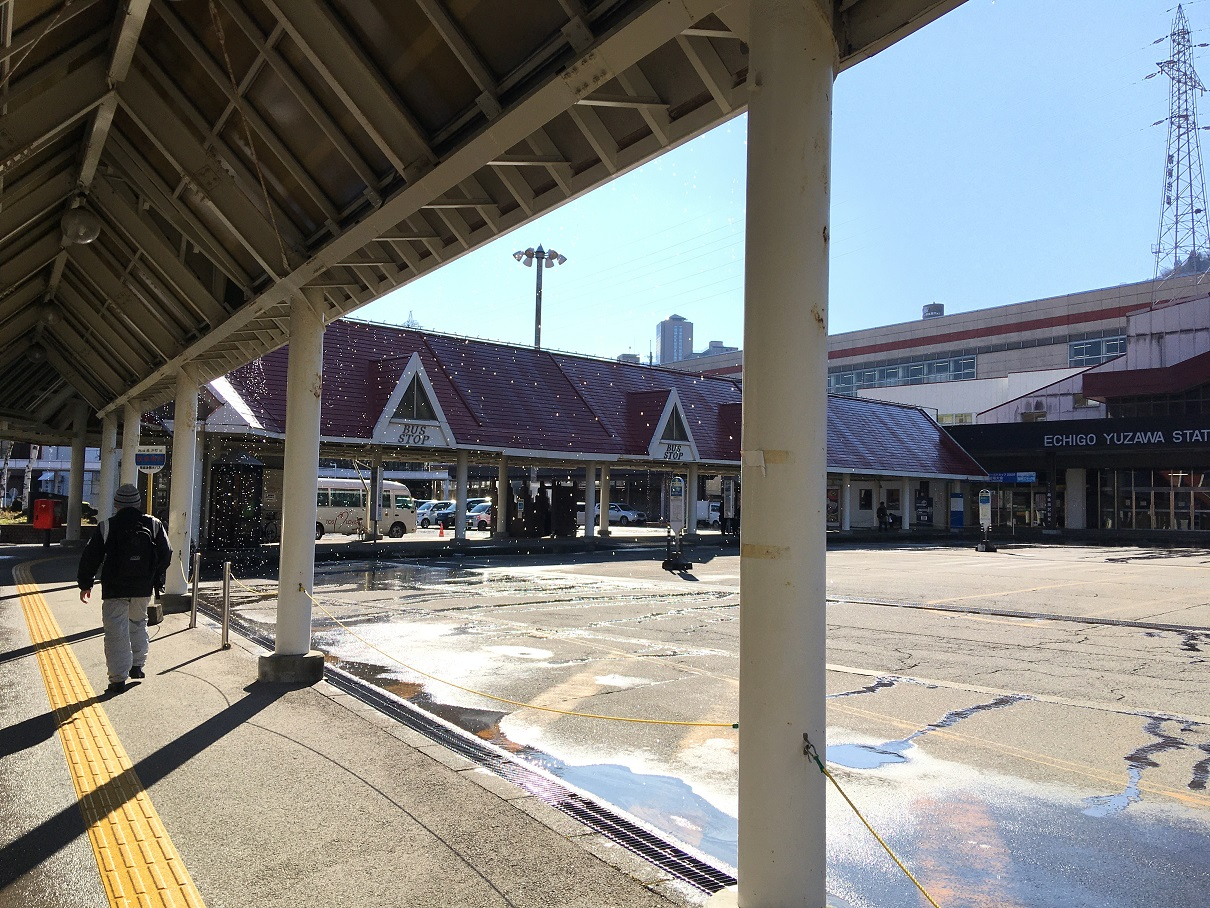
東口バスロータリー（融雪用スプリンクラーが噴き出ている）（2019年12月）

湯沢町内の路線バスは越後交通グループの地域子会社のうち、魚沼地方を中心に路線網を展開する南越後観光バス（「湯沢駅前」バス停）が各路線の運行を行っている。各路線に英字2文字の路線記号を付与したが、これは停留所にのみ掲載され、バス車体には表示されていない。
越後湯沢駅のバスターミナルは東口側にのみ設けられている。
- MY：六日町車庫行き[43][44]
- YS：森宮野原駅行き[45][46] - 当駅始発で唯一県外に運行される路線バスである[41]。
- YD：旭原・大源太キャニオン行き[47][48]
- YN：苗場スキー場・苗場プリンスホテル行き ※冬季は追加でかぐらスキー場（みつまた・田代）および苗場スキー場への急行バス運転
- （急行）かぐら三俣スキー場前・田代スキー場前行き[49][50]
- 貝掛温泉・西武クリスタル前行き[51][52]
- 直行：上越国際スキー場行き - 冬季運行

### シャトルバス
冬季には東口または西口から以下のスキー場へのアクセスとなるシャトルバスが発着する。スキー場へ直行するもののほか、当駅周辺を含む各施設を周遊するものもある。このうち、ガーラ湯沢スキー場は、夏季のサマーゲレンデ営業時にはガーラ湯沢駅発着列車の運行がないため、当駅発着の専用シャトルバスがアクセス手段となる。
- NASPAスキーガーデン・湯沢高原スキー場・ガーラ湯沢スキー場[ski 1]
- 石打丸山スキー場[ski 2]
- 舞子スノーリゾート[ski 3]
- 上越国際スキー場[ski 4]
- シャトー塩沢スキー場（一本杉・吉里）[ski 5]
- 六日町八海山スキー場[ski 6]
- あてま高原リゾート ベルナティオ[ski 7]
- ニュー・グリーンピア津南[ski 8]
- 神立高原スキー場[ski 9]
- 岩原スキー場[ski 10]
- 湯沢中里スノーリゾート[ski 11]
- ホテル エンゼルグランディア越後中里（中里スノーウッドスキー場）[ski 12]
- 湯沢パークスキー場[ski 13]

## 隣の駅
※新幹線の停車駅の詳細は各列車記事を参照。
東日本旅客鉄道（JR東日本）
上越新幹線
上毛高原駅 - 越後湯沢駅 - 浦佐駅
上越新幹線支線（冬季のみ運転）
（本線上毛高原方面） - 越後湯沢駅 - ガーラ湯沢駅
■上越線
- 臨時快速「ゆざわShu*Kura」発着駅

岩原スキー場前駅 - 越後湯沢駅 - 石打駅
北越急行
■ほくほく線（当駅 - 六日町駅間JR上越線）
越後湯沢駅 - （一部塩沢駅） - 六日町駅

### 記事本文